# Tricia Liston
Patricia Maureen Liston, detta Tricia (Chicago, 20 febbraio 1992), è un'ex cestista statunitense, professionista nella WNBA.

## Carriera
È stata selezionata dalle Tulsa Shock al primo giro del Draft WNBA 2014 (12ª scelta assoluta).

## Palmarès
- Campionessa WNBA (2015)